# Тавтология (език)
Вижте пояснителната страница за други значения на Тавтология.
В езикознанието и реториката тавтологията е претрупана употреба на езика — независимо дали в устна или писмена форма на едно изказване или дискурс, или това е, когато едно и също нещо като думи или израз се повтори два или повече пъти в близост, която може да дразни.

## Какво е тавтология?
Според Фаулер тавтологията е „нещо, казано два пъти“, грешка на стила.
Тавтологията често се появява в рекламни текстове, поради стремежа към съзнателно и подсъзнателно внушение на определена информация и идеи у наблюдаващия/четящия рекламата. Например:
1. Британски супермаркет Теско продава вид билка, която описва като „ароматичен аромат“;
2. „безплатен подарък“ също е често срещано словосъчетание.

Пак поради стремежа към подчертаване на съобщаваното, приковаване на вниманието към излъчваната информация тавтологията става част от новинарските заглавия:
1. Нова иновация
2. Друга алтернатива

В историята и политиката нерядко срещан пример за тавтология е „народно-демократичен“ (народно-народовластен).